# All Roads Lead to Ausfahrt
All Roads Lead to Ausfahrt é um álbum de estúdio da banda canadense No Means No. Foi lançado em 2006 na América do Norte e na Europa.
| Críticas profissionais                                                      | Críticas profissionais |
| Avaliações da crítica                                                       | Avaliações da crítica  |
| Fonte                                                                       | Avaliação              |
| --------------------------------------------------------------------------- | ---------------------- |
| All Music Guide                                                             | [ 1 ]                  |
| Esta tabela precisa de ser acompanhada por texto em prosa. Consulte o guia. |                        |

## Faixas
1. "Wake Up" - 2:35
2. "In Her Eyes" - 3:28
3. "Mr. In Between" - 3:17
4. "I See a Mansion in the Sky" - 6:31
5. "Ashes" - 3:31
6. "So Low" - 2:17
7. "Faith" - 4:33
8. "Heaven Is The Dust Beneath My Shoes" - 7:18
9. "Mondo Nihilissimo 2000" - 2:41
10. "The Hawk Killed The Punk" - 2:56
11. "I'm Dreaming and Can't Wake Up" - 3:56
12. "'Til I Die" - 3:33
13. "Slugs Are Burning" - 3:00
14. "The Future Is A Past" - 3:27